# Любимовский сельский совет (Ивановский район)
Любимовский сельский совет (укр. Любимівська сільська рада) — входит в состав
Ивановского района
Херсонской области
Украины.
Административный центр сельского совета находится в 
с. Любимовка.

## История
- 1913 — дата образования.

## Населённые пункты совета
- с. Любимовка